# Pushkin (cidade)
Pushkin (em russo:  Пушкин, em finlandês:  Saari), antigamente Tsarskoïe Selo (Царское Село), é uma cidade da Rússia. Antigamente integrava o oblast de Leningrado, mas desde 1991 está sob judisdição de São Petersburgo, cidade da qual dista 25 km. Tinha 106087 habitantes em 2017. A cidade contém o conjunto monumental do século XVIII "Tzarskoye Selo". Este complexo museológico inclui o Palácio de Catarina, o Palácio de Alexandre e outros edifícios e parques associados; é uma grande atração turística da área e está incluída na lista de monumentos protegidos pela UNESCO.

## História
Em 1609-1702, no local do Palácio de Catarina, estava uma propriedade sueca chamada "Mansão Saari". Os finlandeses de Ingria deram o nome Saari ao local.
Era uma pequena propriedade composta por uma casa de madeira e suas dependências e um modesto jardim. Esta propriedade veio de uma antiga propriedade mencionada nos registos da igreja em 1501 e marcada em mapas desenhados para Boris Godunov sob o nome de Saritsa. O nome foi transformado numa casa senhorial de Sarskaya, então uma aldeia de Saari, para se tornar Sarskoid Selo, e mais tarde Tsarkow Selo. A cidade foi fundada no início do século XVIII como Tsarkow Selo ("aldeia dos czares") para se tornar a residência de verão dos imperadores.
Em 1918, a cidade foi renomeada como Detskïe Selo ("aldeia das crianças"). Em 1937, o nome foi mudado para Pushkin para honrar e celebrar o centenário da morte de Alexander Pushkin.
Durante o cerco de Leningrado durante a Segunda Guerra Mundial, a cidade foi o local de várias batalhas e bombardeamentos, particularmente em meados de setembro de 1941, quando as tropas alemãs tomaram a cidade e, em janeiro de 1944, quando deixaram a cidade destruindo o Palácio de Catarina.

## Galeria

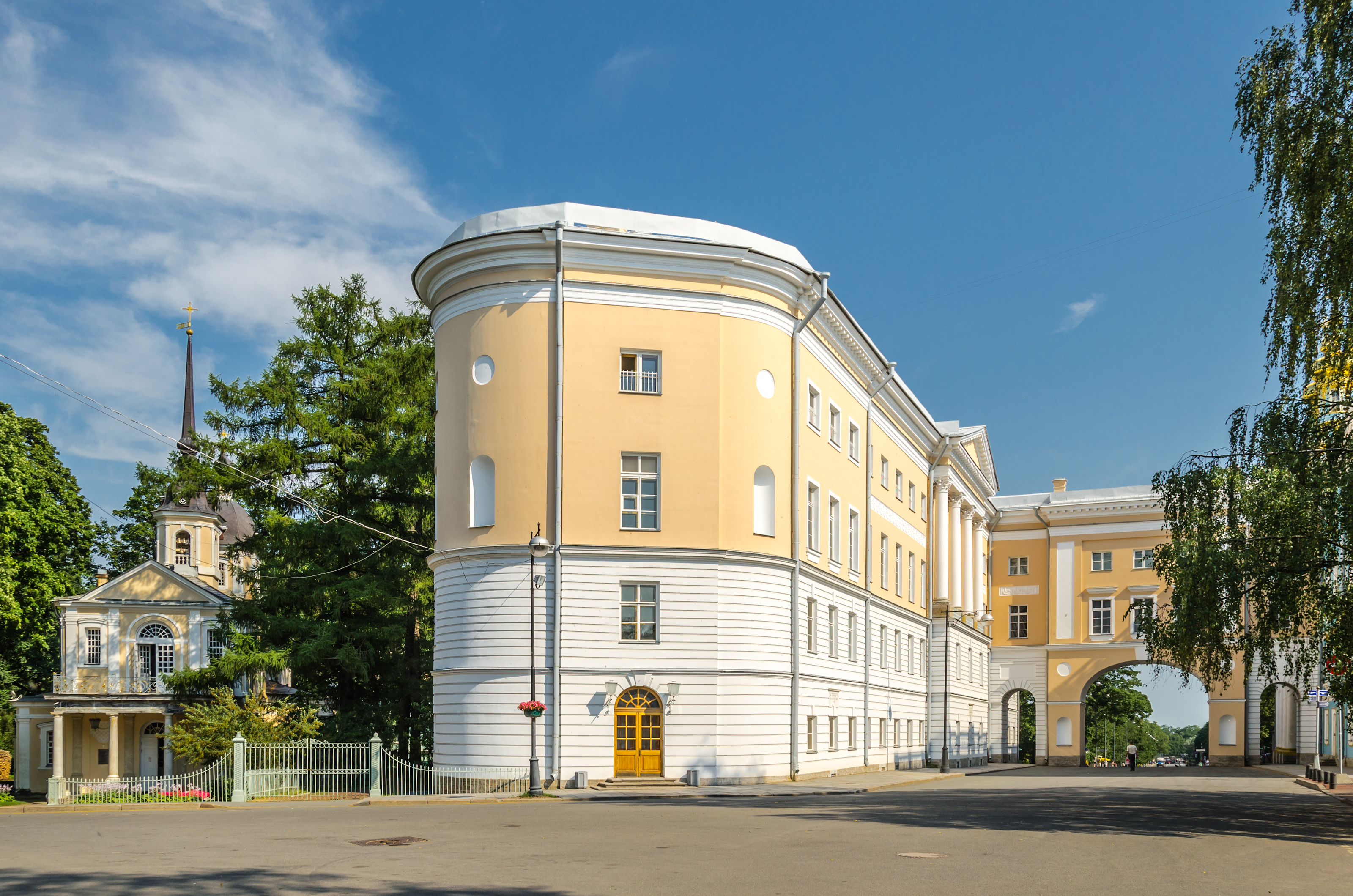
No Liceu Imperial estudou Pushkin
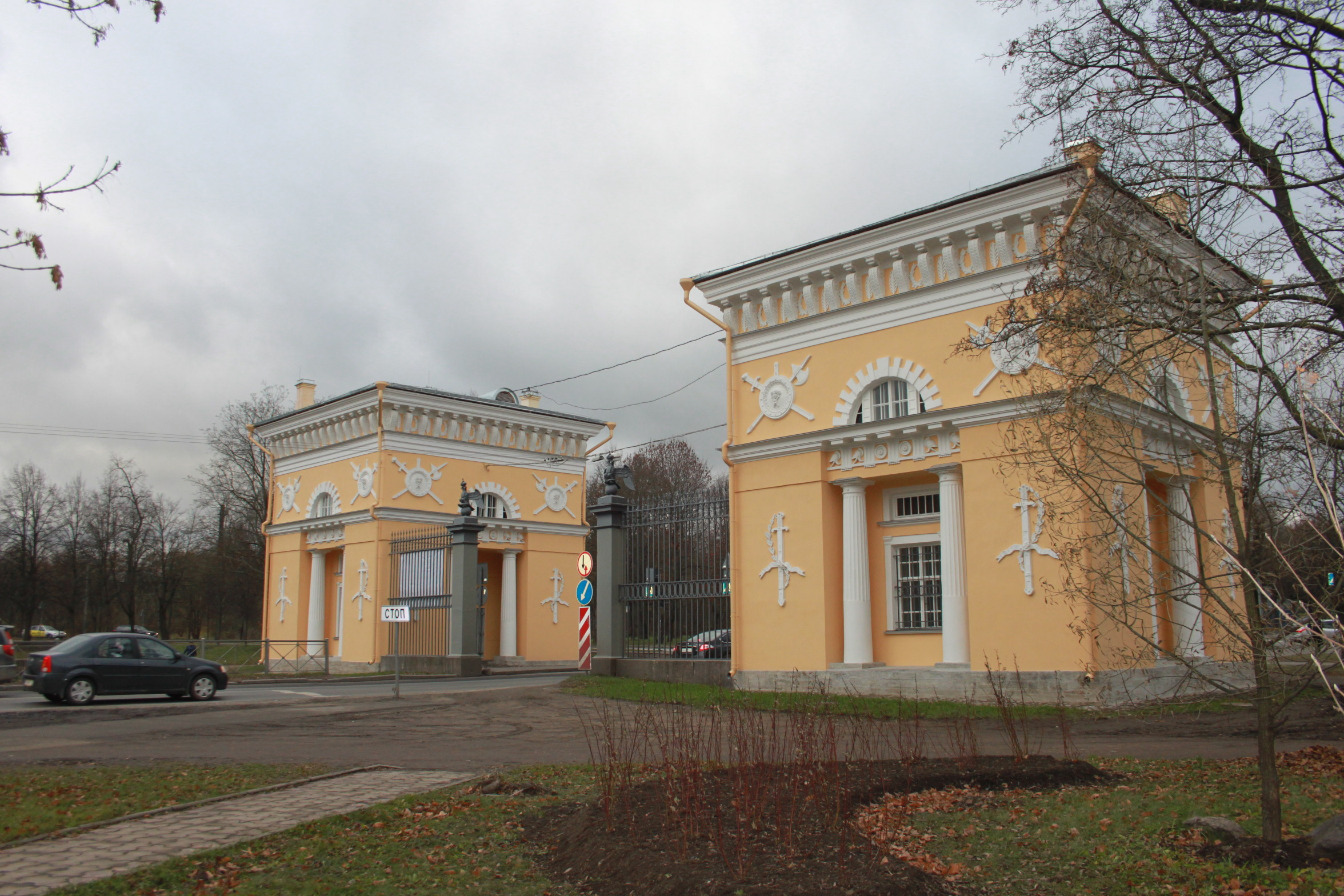
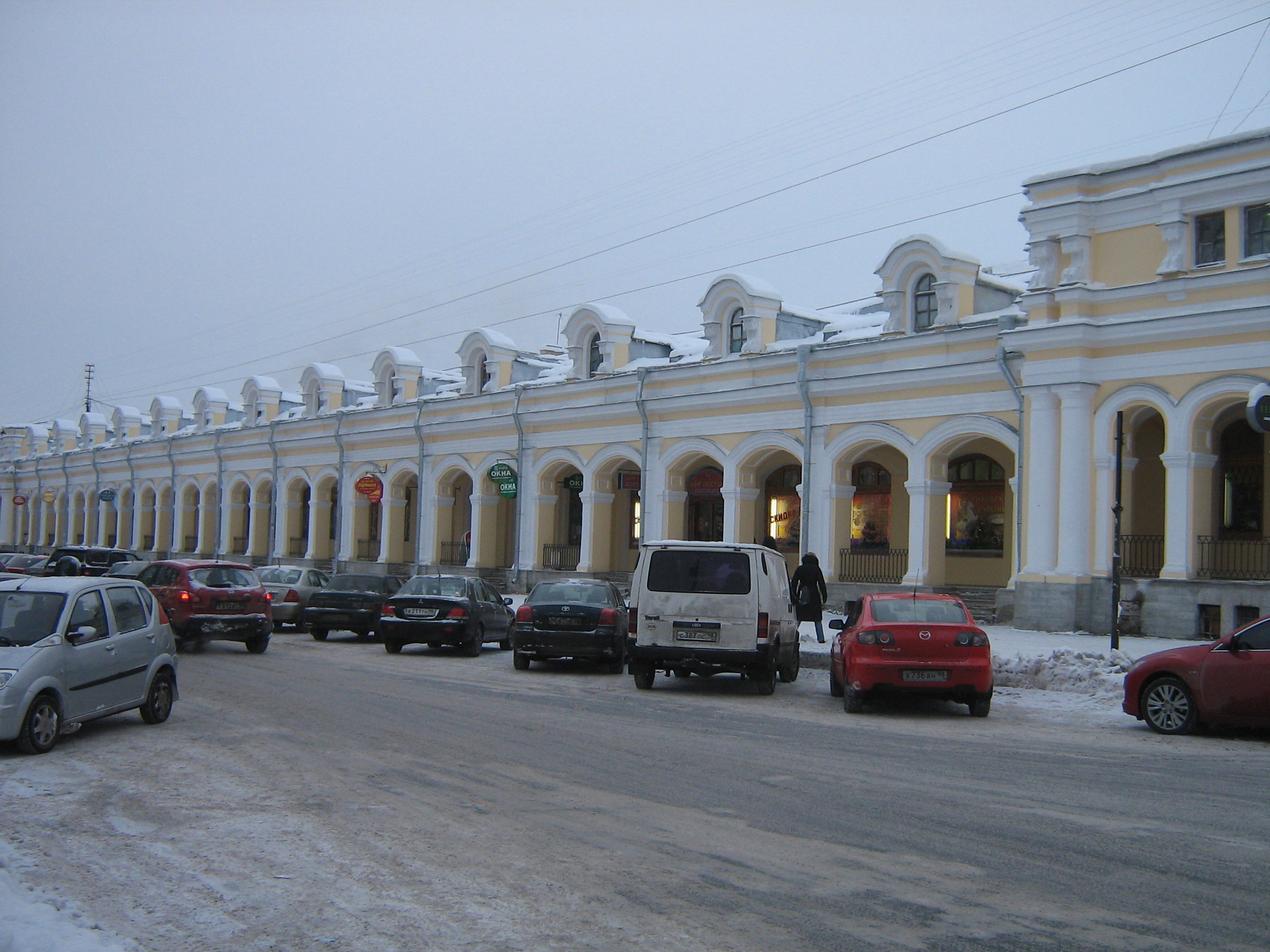
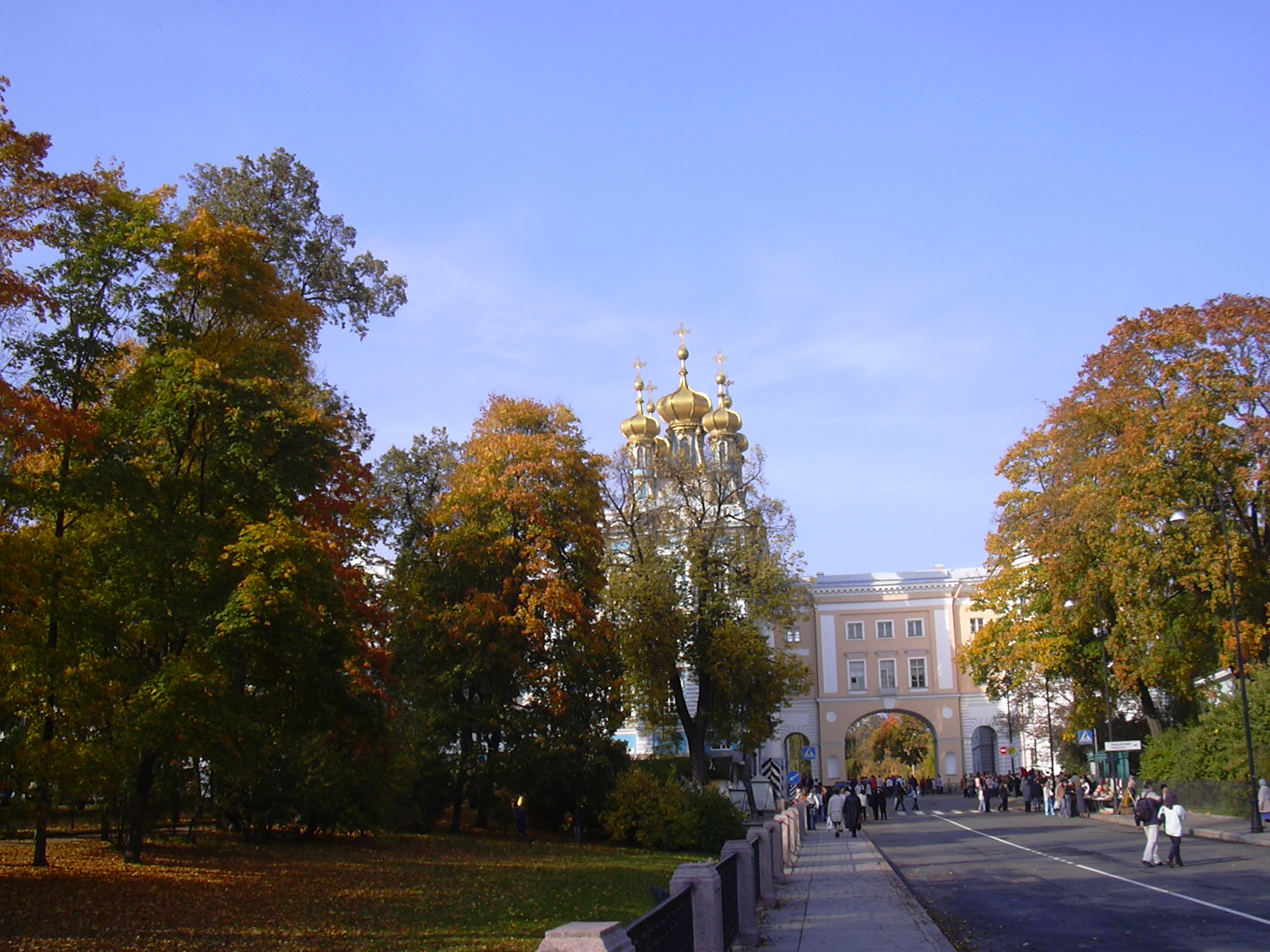
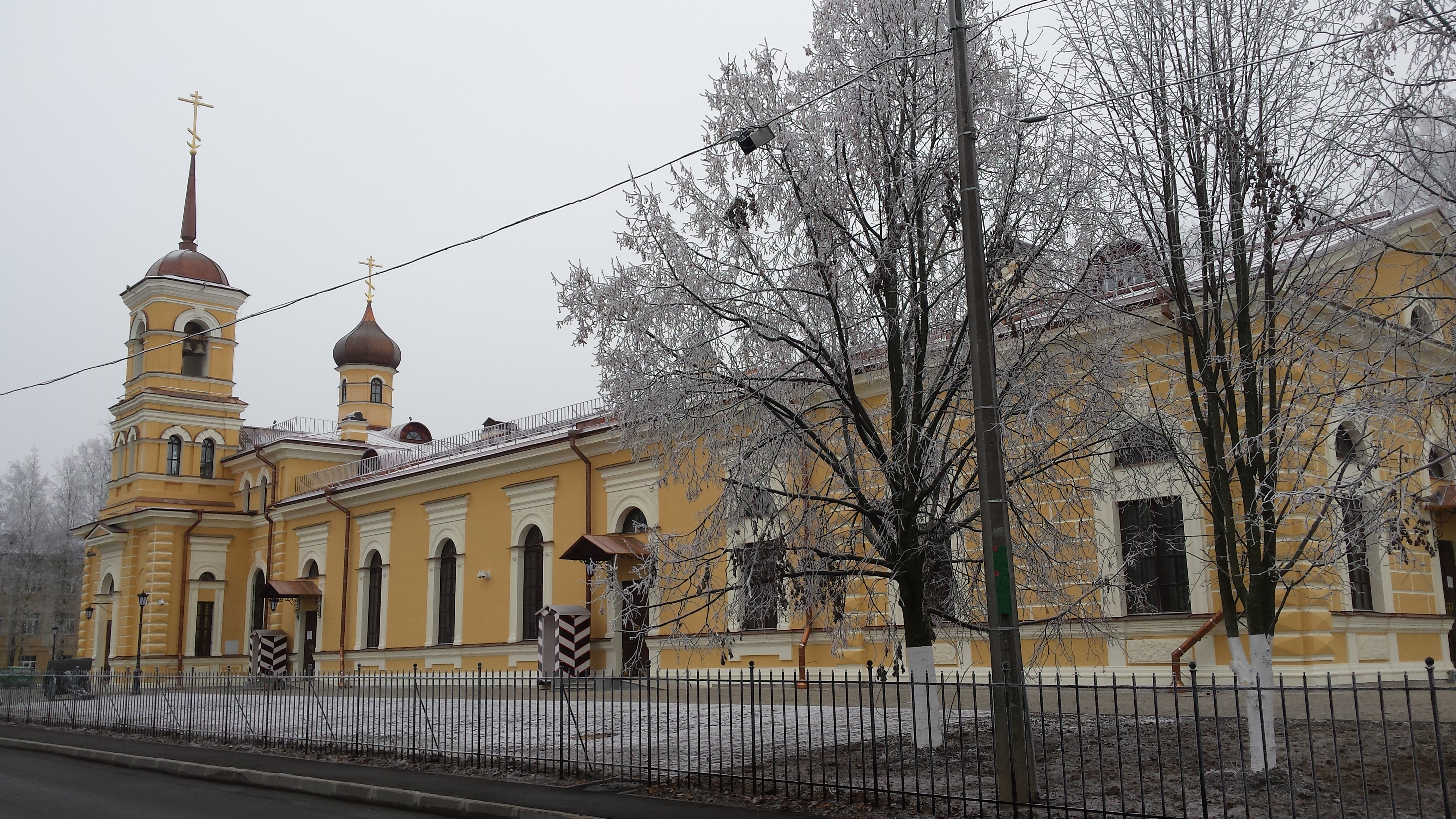
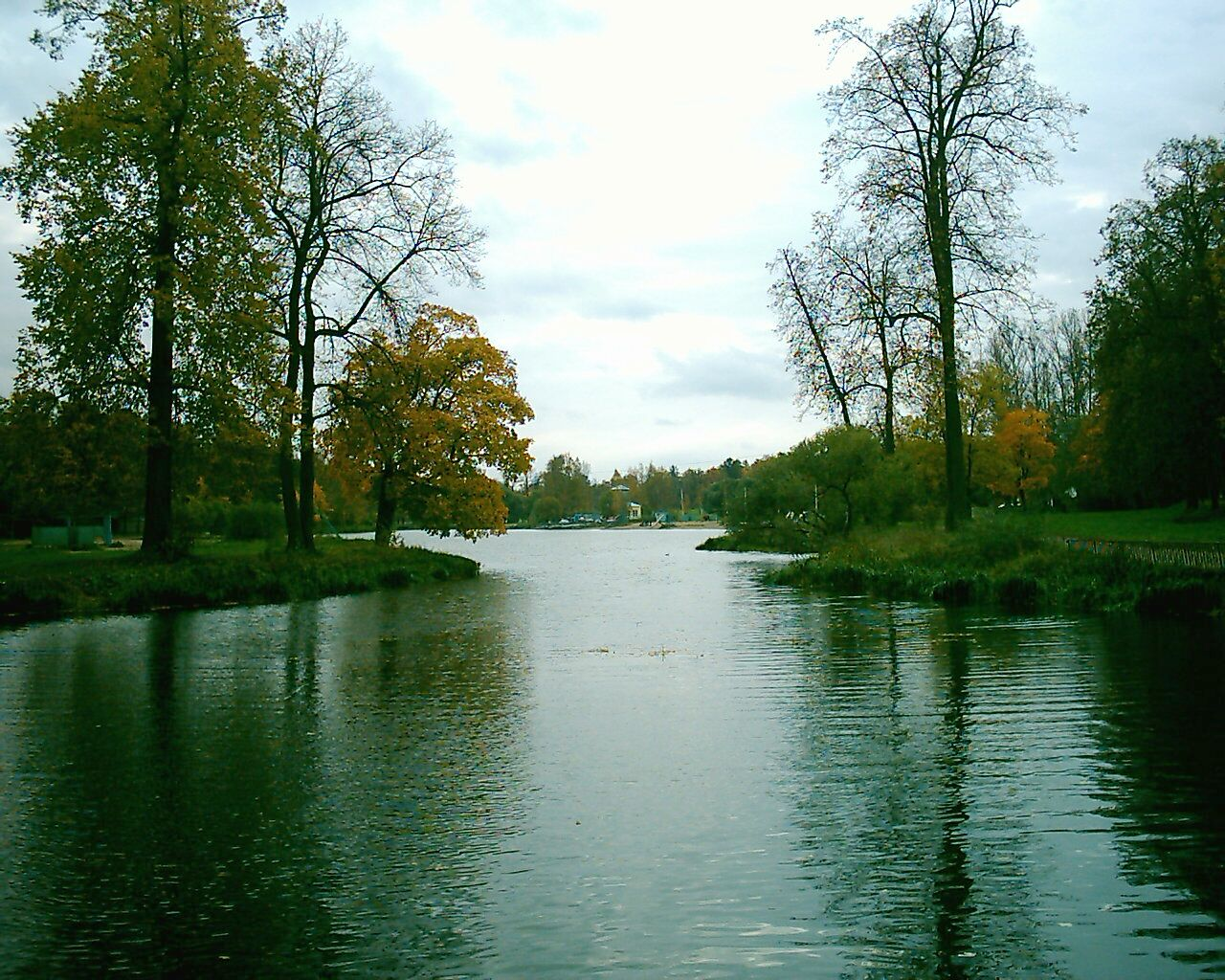